# Étienne de Poissy
Étienne de Poissy (zm. 16 października 1373 w Awinionie) – francuski kardynał.

## Życiorys
Urodził się we Francji, najprawdopodobniej w Poissyu albo w Vitry-sur-Seine. Po uzyskaniu doktoratu utroque iure pracował jako królewski adwokat oraz w maître des requêtes. Był także sekretarzem delfina Francji oraz kanonikiem kapituły katedralnej w Paryżu (a od 1355 roku jej dziekanem). Po podpisaniu traktatu w Brétigny negocjował uwolnienie Jana II Dobrego, który był więźniem angielskim. 11 grudnia 1363 roku został wybrany biskupem Paryża. 22 września 1368 roku został kreowany kardynałem prezbiterem i otrzymał kościół tytularny S. Eusebio. W 1370 roku został penitencjariuszem większym. Zmarł 16 października 1373 roku w Awinionie.